# Гайдамака Петро Данилович

Меморіальна дошка П. Гайдамаці

Петро́ Дани́лович Гайдама́ка (*12 липня 1907, с. Іванівка Ізюмського повіту Харківської губернії (нині район у складі Краматорська Донецької області) — †7 вересня 1981, Харків) — композитор, диригент, громадський діяч. Закінчив Харківську консерваторію по кл. композиції С. Богатирьова і М. Тіца, по кл. диригування В. Тольби (1938).
Диригент Харківського обл. радіо (1938—1941), директор Харківського театру опери та балету (1941–1946), художній керівник Харківської філармонії (1951—1967). Був головою Харківського відділення СКУ (1949—1981). 3аслужений діяч мистецтв УРСР (1967), народний артист УРСР (1977).

## Твори
- вокально-симфонічні — кантата-симфонія «Пісні серця» (сл. В. Сосюри, 1965), "Краю мій (сл. М. Рильського, В. Бичка, І. Муратова, 1967) та ін.;
- для симфонічного оркестру — сюїта «Молоді літа» (1935), «Партизанська симфонія» (1946), Партита (1972), Рапсодія (1972) та інші.
- концерти — для гобоя (1975), для балалайки (1966);
- п'єси для фортепіано;
- хори — «Дума про Богдана Хмеля» (сл. І. Цюпи), «Калинонька» (сл. А. М'ястківського) та ін.;
- вокальні цикли — «Дніпрової сонети» (сл. Д. Луценка, 1964), «Мелодії» (сл. Лесі Українки, 1948), «Дівочі листи» (сл. В. Ткаченко та І. Муратова) та ін.;
- романси, пісні, обробки народних пісень; музика до радіовистав.
- Українські народні пісні (ноти) [Архівовано 30 квітня 2021 у Wayback Machine.]. Обробка для голосу в супроводі фортепіано «Музична Україна», Київ — 1978